# Lovecraft Country
Lovecraft Country es una serie de televisión de drama y horror desarrollada por Misha Green basada en la novela homónima de 2016 de Matt Ruff. Protagonizada por Jurnee Smollett y Jonathan Majors, se estrenó el 16 de agosto de 2020 en HBO.
En julio de 2021, HBO anunció la cancelación de la serie.

## Sinopsis
En los Estados Unidos de los años 1950, en la época de las leyes Jim Crow, Atticus Freeman se embarca con su amiga Letitia y su tío George en un viaje por carretera en busca de su padre desaparecido. Así comienza una lucha por sobrevivir y superar los terrores racistas de la población blanca y monstruos terroríficos que podrían haber salido de un libro de Lovecraft.

## Elenco y personajes

### Principales
- Jurnee Smollett como Letitia «Leti» Lewis.
- Jonathan Majors como Atticus «Tic» Freeman, un joven que sirvió en la Guerra de Corea.
- Aunjanue Ellis como Hippolyta Freeman, la tía de Atticus, una astrónoma con ansia de aventura.
- Courtney B. Vance como George Freeman, el tío afable, divertido y erudito de Atticus.
- Wunmi Mosaku como Ruby Baptiste, la hermanastra mayor de Leti.
- Abbey Lee como Christina Braithwhite, la única hija del líder de una sociedad secreta.
- Jamie Chung como Ji-Ah, una estudiante de enfermería que es más de lo que parece.
- Jada Harris como Diana Freeman, hija de George e Hippolyta Freeman.
- Michael K. Williams como Montrose Freeman, padre reservado y cabezota de Atticus Freeman.

### Recurrentes
- Jordan Patrick Smith como William, secuaz de Christina.
- Jamie Neumann como Dell / Hillary
- Erica Tazel como Dora Freeman
- Mac Brandt como Seamus Lancaster
- Tony Goldwyn como Samuel Braithwhite, el arrogante líder de una secta secreta.
- Deron J. Powell como Tree

### Invitados
- Jamie Harris como Eustice Hunt, el alguacil del condado de Bideford.
- Demetrius Grosse como Marvin Baptiste, el hermanastro de Leti.
- Monét X Change como Dinah Washington
- Shangela como Lena Horne
- Darryl Stephens como Billie Holiday
- James Kyson como Byung-Ho

## Episodios
| N.º | Título                                              | Dirigido por       | Guion por                                               | Fecha de emisión original | Audiencia (millones) |
| --- | --------------------------------------------------- | ------------------ | ------------------------------------------------------- | ------------------------- | -------------------- |
| 1 | «Sundown» «Puesta de sol»                           | Yann Demange       | Misha Green                                             | 16 de agosto de 2020      | 0.760                |
| Tras llegar a Chicago, el veterano de la guerra de Corea, Atticus Freeman, descubre una carta de su padre desaparecido, Montrose, invitándolo a descubrir el legado de su familia en Ardham, Massachusetts. Atticus, su tío George (que escribe una guía negra de viajes al estilo del Libro Verde) y su amiga Leti emprenden un viaje por carretera al condado de Devon, colonizado en el siglo XVII por extraños colonos ingleses. Un grupo de hombres blancos sedientos de sangre los expulsan del primer pueblo en el que se detienen, pero escapan gracias a la intervención de una mujer blanca desconocida, que de algún modo logra que el auto de los perseguidores se estrelle volando. Poco después, se encuentran con el alguacil del condado segregado, ansioso por hacer cumplir la ley de la puesta de sol. Tras ponerse el sol, los ayudantes del alguacil obligan a los viajeros a entrar en el bosque para lincharlos, pero todos son atacados por monstruos. Atticus, George y Leti se escabullen luchando, mientras que los oficiales de policía mueren. Por la mañana, el trío sale a tropezones del bosque para encontrarse con una enorme mansión, donde los recibe un misterioso hombre blanco, William, que los saluda afablemente. |                                                     |                    |                                                         |                           |                      |
| 2 | «Whitey's on the Moon» «Whitey en la Luna»          | Daniel Sackheim    | Misha Green                                             | 23 de agosto de 2020      | 0.867                |
| William explica que la mansión es una logia de Ardham, diseñada por Titus Braithwhite, un comerciante de esclavos y fundador de una sociedad secreta ocultista de magos llamada los Hijos de Adán. George se da cuenta de que Atticus es descendiente de Titus y por ello, miembro principal de los Hijos. Por esta poderosa herencia, Samuel Braithwhite, el actual propietario de la logia y líder de los Hijos, planea usar, y potencialmente sacrificar, a Atticus en un ritual. Averiguan que la mujer blanca que los ayudó antes es la hija de Samuel, Christina. Él atrapa a los viajeros en sus habitaciones con campos de fuerza mágicos. Al final escapan y rescatan a Montrose, del que George dedujo que estaba cautivo en la aldea cercana. Samuel los atrapa, dispara y mata a Leti e hiere gravemente a George. Atticus acepta cooperar en el ritual para salvar sus vidas, pero la magia fracasa, convirtiendo a Samuel y a los otros Hijos en piedra y quemando la mansión. Tras escapar, Atticus ve que Leti ha resucitado, pero George sucumbe a sus heridas. |                                                     |                    |                                                         |                           |                      |
| 3 | «Holy Ghost» «Espíritu santo»                       | Daniel Sackheim    | Misha Green                                             | 30 de agosto de 2020      | 0.747                |
| Tres semanas tras el funeral de George, Leti usa una herencia inesperada de su difunta madre para comprar una mansión victoriana ruinosa, en un vecindario de blancos al norte de Chicago, llenándola de inquilinos negros junto con su media hermana Ruby. Sus vecinos blancos los acosan y queman una cruz en el césped. Un oficial de policía supremacista blanco, el alguacil Lancaster, amenaza a Leti. Mientras, en la vivienda, la actividad sobrenatural estalla. Leti se entera de que el dueño anterior, Hiram Epstein, era un científico blanco, quien con la ayuda de Lancaster secuestró, experimentó y mató a ocho personas negras, antes de enterrarlas debajo de la casa. Los nueve espíritus se encuentran atrapados allí. Con la ayuda de una médium y los espíritus negros, Leti destierra al maligno fantasma de Epstein. Luego, Atticus encuentra a Christina en Chicago, que sobrevivió al incendio. Atticus deduce que ella es la fuente de la «herencia» y llevó a Leti a la mansión, construida por Horatio Winthrop, miembro fundador de los Hijos de Adán, expulsado tras robar páginas del Libro de Nombres, siendo Epstein su seguidor. Le pide a Atticus que la ayude a encontrar las páginas que faltan, con las que descifrarían «el idioma de Adán». Atticus intenta dispararle, pero ella parece invulnerable. |                                                     |                    |                                                         |                           |                      |
| 4 | «A History of Violence» «Una historia de violencia» | Victoria Mahoney   | Misha Green Historia por: Wes Taylor                    | 6 de septiembre de 2020   | 0.630                |
| Montrose averigua que las páginas de Titus Braithwhite del Libro de Nombres se guardan en una bóveda en un museo de Boston, al que Braithwhite donó un ala dedicada a su carrera como explorador. Montrose intenta ocultarle esta información a Tic, pues quiere que su hijo deje de buscar la magia, pero al final cede y van con Leti al museo. Irrumpen en la bóveda después de varias horas, encontrando un cadáver desecado sobre las páginas. Cuando Tic intenta agarrarlos, el cadáver se reanima en un arahuaco de dos espíritus con el nombre de Yahima. Cuenta que Braithwhite los secuestró y encerró tras traducir las páginas. Acepta irse con ellos, pero la bóveda comienza a inundarse y apenas logran escapar. Ya en Chicago, Montrose asesina a Yahima para evitar que revele más información sobre las páginas. Mientras tanto, el alguacil Lancaster y Christina compiten por el control de la logia de Chicago de los Hijos de Adán, William seduce a Ruby, e Hippolyta y Diana buscan respuestas sobre la muerte de George. |                                                     |                    |                                                         |                           |                      |
| 5 | «Strange Case» «El extraño caso»                    | Cheryl Dunye       | Misha Green, Jonathan Kidd y Sonya Winton               | 13 de septiembre de 2020  | 0.744                |
| Tras acostarse con William, Ruby se despierta como una mujer blanca y William le revela su poción de metamorfosis. Montrose le dice a Atticus que se ocupó de Yahima y destruyó las páginas, provocando que su hijo lo golpee hasta casi matarlo. Leti le dice a Atticus que tiene miedo de su ira, pero los dos se reconcilian luego y hacen el amor. Montrose va al apartamento de Sammy y tiene sexo con él. Tic trabaja para descifrar el «idioma de Adán» con las fotos de Leti. Ruby decide seguir usando la poción para aprovecharse de sus privilegios y bajo el nombre de Hillary consigue trabajo de gerente asociada en una tienda del centro comercial. William la obliga a hacerle un «favor» a Christina, poniendo una piedra rúnica en la oficina del alguacil Lancaster. Mientras lo hace, descubre a un hombre secuestrado y torturado, y ve que el sheriff tiene un cuerpo parcialmente negro. Más tarde, Ruby ve a su jefe, Paul, humillar y agredir sexualmente a Tamara, la trabajadora negra. Luego que Christina le diga que acepte el poder, Ruby ataca y viola a Paul con un tacón de aguja. Ruby confronta a William, preguntándole qué hace con Christina en el sótano y él se transforma en Christina. Mientras, Atticus trabaja en el idioma y traduce algo que le hace llamar a su ex amante, Ji-Ah, en Corea del Sur. |                                                     |                    |                                                         |                           |                      |
| 6 | «Meet Me in Daegu» «Nos vemos en Daegu»             | Helen Shaver       | Misha Green y Kevin Lau                                 | 20 de septiembre de 2020  | 0.737                |
| En 1949, en Corea del Sur, Ji-Ah estudia para ser enfermera y vive con su madre, quien le exige que recoja hombres para tener relaciones sexuales. Ji-Ah los mata con sus «Nueve Colas» tentaculares que salen de su cuerpo. Se revela que Ji-Ah está poseída por un kumiho, el espíritu del «Zorro de nueve colas», y debe matar a cien hombres para volver a ser humana. Su padrastro abusaba sexualmente de ella, y para matarlo su madre le pidió a una chamana que el kumiho poseyera a su hija. En 1950, comienza la guerra de Corea y Ji-Ah trabaja como enfermera. Para descubrir a una espía comunista, los estadounidenses arrestan a las enfermeras y Atticus ejecuta a una de las enfermeras. La amiga de Ji-Ah se entrega como la espía. Ji-Ah decide seducir a Atticus para matarlo, pero se enamoran. Cree que puede controlar sus «colas», pero haciendo el amor con Atticus, sus «colas» emergen y lo atacan. Ella tiene una visión de su futuro y le dice que morirá si regresa a Estados Unidos. Atticus termina la relación. Ji-An y su madre consultan a la chamana, que les dice que morirán muchos más. |                                                     |                    |                                                         |                           |                      |
| 7 | «I Am» «Yo soy»                                     | Charlotte Sieling  | Misha Green y Shannon Houston                           | 27 de septiembre de 2020  | 0.755                |
| Hippolyta visita las ruinas de la Logia de Ardham y descubre que George estaba allí. Ella logra usar el planetario y encuentra una llave escondida dentro. Christina le muestra a Ruby los cadáveres de William, que fue asesinado por Lancaster, y Dell, y le pide ayuda. Leti y Atticus descubren que ambos están soñando con Hanna, una antepasada esclava de Atticus, y deducen que escapó con el Libro de Nombres. Atticus se entera de la homosexualidad de su padre mientras que Leti descubre que está embarazada. Atticus viaja a San Luis para contactarse con un pariente y se le dice que el Libro de Nombres se perdió en los disturbios raciales de Tulsa de 1921. Hipólita va al observatorio de Winthrop y usa la llave. Leti encuentra el planetario y le da a Atticus la ubicación de Hippolyta. Atticus salva a Hippolyta de dos de los policías de Lancaster, pero en la lucha se abre un portal a otra dimensión, por el que tanto Atticus como Hippolyta caen. Hippolyta descubre que tiene el poder de ser quien quiera; haciéndose amiga de Josephine Baker en la París de la década de 1920, convirtiéndose en una amazona Dahomey que derrota a un grupo de soldados confederados y se reencuentra con George, abrazando finalmente su verdadera identidad como una «descubridora». Atticus regresa de la otra dimensión. |                                                     |                    |                                                         |                           |                      |
| 8 | «Jig-A-Bobo»                                        | Misha Green        | Misha Green e Ihuoma Ofordire                           | 4 de octubre de 2020      | 0.627                |
| Atticus, Leti, Ruby, Montrose y Diana asisten al memorial de Emmett Till (que era amigo de Diana). Diana es detenida por Lancaster, quien exige que le dé el planetario y cuando ella se niega, él lanza un hechizo que lleva a dos espíritus malignos, Topsey y Bobsey, a perseguirla. Atticus le da a Christina la llave del planetario (máquina del tiempo) a cambio de aprender a lanzar hechizos. Christina planea sacrificar a Atticus en el equinoccio de otoño para ser inmortal. Ruby se acerca más a Christina, pero se siente herida cuando le dice que no le importa el linchamiento de Till. Ji-Ah llega a Chicago, lo que hace que Leti se enoje con Atticus. Montrose y Atticus se reconcilian. Atticus dice que visitó el futuro mientras estaba en el observatorio de Winthrop y tendrá un hijo de Leti llamado George que escribirá el libro País Lovecraft. Leti intercambia los negativos de sus fotos a cambio de que Christina lance un hechizo. Montrose y Atticus lanzan un hechizo para protegerlos, pero no pasa nada. Dos hombres matan a Christina de la misma manera que Till y arrojan su cadáver en el lago Míchigan, pero ella revive. Ruby, de repente más agradecida, le cuenta a Leti de su relación con William / Christina. Diana es atacada por Topsey y Bobsey y se derrumba. Lancaster intenta entrar a la casa de Leti para encontrar el planetario, pero como no puede, él y sus policías disparan contra la casa. Un policía intenta disparar a Atticus, pero aparece un shoggoth que mata a los policías y le arranca el brazo a Lancaster. Leti observa que el hechizo de Atticus funcionó después de todo |                                                     |                    |                                                         |                           |                      |
| 9 | «Rewind 1921» «Rebobina 1291»                       | Jeffrey Nachmanoff | Misha Green, Jonathan I. Kidd y Sonya Winton-Odamtten   | 11 de octubre de 2020     | 0.671                |
| 10 | «Full Circle» «Círculo completo»                    | Nelson McCormick   | Misha Green Historia por: Misha Green e Ihuoma Ofordire | 18 de octubre de 2020     | 0.881                |

## Producción

### Desarrollo
El 16 de mayo de 2017, se anunció que HBO había dado la orden de producirse a Lovecraft Country, basada en la novela homónima de Matt Ruff. Misha Green, Jordan Peele, J. J. Abrams y Ben Stephenson se desempeñan como productores ejecutivos. Además, Green es la showrunner de la serie y escribió el episodio piloto. Se informó que Peele originalmente llevó el proyecto a Bad Robot Productions y reclutó a Green para desarrollar la serie. El 5 de marzo de 2018, se anunció que Yann Demange se desempeñaría como directora y productora ejecutiva en el episodio piloto. El 26 de abril de 2018, se anunció que David Knoller se desempeñaría como productor ejecutivo. El 9 de abril de 2019, se anunció que Jonathan Kidd y Sonya Winton-Odamtten se desempeñarían como coproductores ejecutivos. El 14 de junio de 2019, se anunció que Daniel Sackheim serviría como productor ejecutivo y director. Además, se informó que Bill Carraro también sería productor ejecutivo.

### Casting
El 26 de abril de 2018, se anunció que Jurnee Smollett-Bell había sido elegida para un rol principal. En mayo de 2018, se anunció que Jonathan Majors y Wunmi Mosaku también habían sido seleccionados en roles principales. El 19 de junio de 2018, se anunció que Aunjanue Ellis y Elizabeth Debicki habían sido elegidos en roles principales y Courtney B. Vance en un rol recurrente. El 10 de octubre de 2018, se anunció que Michael Kenneth Williams había sido seleccionado en un rol principal. En junio de 2019, se anunció que Abbey Lee había reemplazado a Elizabeth Debicki, mientras que Jamie Chung, Jordan Patrick Smith, Jamie Neumann, Erica Tazel, y Mac Brandt fueron elegidos en roles recurrentes. El 10 de julio de 2019, se anunció que Tony Goldwyn había sido elegido en un rol de invitado.

### Rodaje
La rodaje de la serie comenzó el 16 de julio de 2018 en Chicago, Illinois. Según los informes, la filmación también tendría lugar en el Chicago Cinespace Film Studios y en Elburn, Illinois. Además, las grabaciones también tuvieron lugar en Georgia.

## Recepción
En el sitio web especializado Rotten Tomatoes, la serie tiene una calificación de aprobación del 87% basada en 104 revisiones, con una calificación promedio de 8.35/10. El consenso crítico del sitio web dice: «Anclada por las actuaciones heroicas de Jurnee Smollett-Bell y Jonathan Majors, Lovecraft Country, de Misha Green, es una versión emocionante de la tradición lovecraftiana que demuestra que los Dioses Antiguos no es lo único que sucede en el cosmos». En el sitio web Metacritic, la serie tiene una puntuación promedio ponderada de 79 sobre 100, basada en revisiones de 42 críticos, lo que indica «críticas generalmente favorables».